# Закон об индивидуальной трудовой деятельности
Закон номер 6050-X1 «Об индивидуальной трудовой деятельности граждан СССР» был принят Верховным Советом СССР 19 ноября 1986 года и введён в действие 1 мая 1987 года.
Согласно статье 17 Конституции СССР, принятой в 1977 году в СССР в соответствии с законом допускалась индивидуальная трудовая деятельность в сфере кустарно-ремесленных промыслов, сельского хозяйства, бытового обслуживания населения, а также другие виды  деятельности, основанные исключительно на личном труде граждан и членов их семей. Таким образом, указанный закон был предусмотрен Конституцией, но его принятие затянулось. Впрочем, ещё 3 мая 1976, было принято Положение №283 «О кустарно-ремесленных промыслах граждан».
По новым законам открывалась возможность для частной деятельности более чем в 30 видах производства товаров и услуг. Частная инициатива граждан ранее относилась к незаконным или нежелательным видам деятельности и часто подлежала административному или уголовному наказанию.
Принятый закон разрешал индивидуальную трудовую деятельность в сферах:
- кустарно-ремесленных промыслов (в частности, изготовление одежды, обуви, головных уборов, меховых, швейных и галантерейных изделий; пряжи, тканых материалов, вязаных и вышитых изделий; мебели, других столярных изделий; ковров и ковровых изделий; гончарных и керамических изделий; игрушек и сувениров; предметов хозяйственной утвари, садово-огородного инвентаря; рыболовных снастей; изделий из дерева, бумаги, кости, камыша, лозы, соломы, тростника и иных материалов);
- бытового обслуживания населения (в частности, строительство, ремонт, оборудование и благоустройство жилищ, садовых домиков, гаражей и других построек; техническое обслуживание и ремонт личных автомобилей и других транспортных средств; ремонт металлоизделий, бытовых машин и приборов, радиотелевизионной аппаратуры; ремонт одежды, обуви, головных уборов, меховых, швейных и галантерейных изделий; ремонт мебели, других столярных изделий, садово-огородного инвентаря; ремонт ковров и ковровых изделий; фотографирование и другие фотоработы по заказам граждан;  парикмахерские, а также косметические услуги, не связанные с лечебной или хирургической деятельностью;  стенографические, машинописные и переплетные работы; транспортное обслуживание граждан владельцами личных автомобилей и других транспортных средств; обслуживание одиноких престарелых, инвалидов и других нетрудоспособных граждан; пансионное обслуживание туристов, экскурсантов и других граждан (размещение, бытовое обслуживание и т.п.) и др);
- социально-культурной сфере (в частности, обучение кройке и шитью, вязанию; обучение игре на музыкальных инструментах, хореографии; обучение стенографии и машинописи; проведение занятий в порядке репетиторства; перевод текстов с иностранных языков, а также с языков народов СССР; занятие медицинской деятельностью);
- сфере народных художественных промыслов (создание изделий традиционного народного, а также декоративно-прикладного искусства для реализации).

Теперь, по закону «индивидуальная трудовая деятельность в СССР использовалась для более полного удовлетворения общественных потребностей в товарах и услугах, повышения занятости граждан общественно-полезной деятельностью, предоставления им возможности получения дополнительных доходов в соответствии с затратами своего труда». Отныне индивидуальная трудовая деятельность советским гражданам была официально разрешена, но лишь в свободное от основной работы время и в строго определённых сферах. При этом категорически запрещалось использование наёмного труда. Налог на доходы частных предпринимателей достигал 10%. Законом предусматривалось оказание поддержки гражданам, занимавшимся индивидуальной трудовой деятельностью. Исполнительным комитетам местных Советов народных депутатов предписывалось оказывать им содействие в приобретении сырья, материалов, инструментов и иного имущества, необходимого для работы.
Статья 3 Закона разрешала заниматься индивидуальным трудом всем гражданам, достигшим совершеннолетия. Такие лица должны были участвовать в общественном производстве в свободное от работы время. Безработные граждане не имели права входить в кооперативы. Исключение — студенты, пенсионеры, инвалиды и хозяйки.
До начала занятия индивидуальной трудовой деятельностью граждане должны получить регистрационное удостоверение или приобрести патент в финансовом отделе исполнительного комитета районного, городского, районного в городе Совета народных депутатов.
Закон «Об индивидуальной трудовой деятельности» стал начальной вехой в истории формирования и развития малого и среднего предпринимательства в стране. Фактически впервые за шестьдесят лет в СССР была легализована предпринимательская деятельность.
Бытует ошибочное мнение, что с 1 января 1991 г. закон «Об индивидуальной трудовой деятельности граждан СССР» утратил свою силу в связи с введением в действие Закона РСФСР «О предприятиях и предпринимательской деятельности», что не соответствует ст.74 Конституции СССР.